# Síntese evolutiva estendida
A síntese evolutiva estendida (em inglês extended evolutionary synthesis - EES) consiste em um conjunto de conceitos teóricos que se argumenta serem mais abrangentes do que a síntese moderna anterior da biologia evolutiva que ocorreu entre 1918 e 1942. A síntese evolutiva estendida foi solicitada na década de 1950 por C. H. Waddington [en], defendida com base no equilíbrio pontuado por Stephen Jay Gould e Niles Eldredge na década de 1980 e foi reconceitualizada em 2007 por Massimo Pigliucci e Gerd B. Müller [en].
A síntese evolutiva estendida revisita a importância relativa dos diferentes fatores em jogo, examinando várias suposições da síntese anterior e aumentando-a com fatores causais adicionais. Ela inclui seleção multinível, herança epigenética transgeracional [en], construção de nicho, evolucionabilidade e vários conceitos da biologia evolutiva do desenvolvimento.
Nem todos os biólogos concordaram com a necessidade ou com o escopo de uma síntese evolutiva estendida. Muitos colaboraram em outra síntese na biologia evolutiva do desenvolvimento, que se concentra na genética molecular do desenvolvimento e na evolução para entender como a seleção natural operou nos processos de desenvolvimento e nas  homologias profundas entre organismos no nível de genes altamente conservados.

## A “síntese moderna” anterior

Várias ideias importantes sobre evolução se reuniram na genética populacional do início do século XX para formar a síntese moderna, incluindo variação genética, seleção natural e herança particulada (mendeliana). Isso pôs fim ao eclipse do darwinismo e suplantou uma variedade de teorias não darwinistas da evolução. Entretanto, não unificou toda a biologia, omitindo ciências como a biologia do desenvolvimento.

A síntese moderna foi a hipótese amplamente aceita no início do século XX, reconciliando a teoria da evolução de Charles Darwin por seleção natural e a teoria da genética de Gregor Mendel em uma estrutura matemática conjunta. Ela estabeleceu a evolução como o paradigma central da biologia. As ideias do século XIX sobre a seleção natural de Darwin e a genética mendeliana foram unidas por pesquisadores que incluíam Ronald Fisher, J. B. S. Haldane e Sewall Wright, os três fundadores da genética populacional, entre 1918 e 1932. Julian Huxley introduziu a frase “síntese moderna” em seu livro de 1942, Evolution: The Modern Synthesis.

## História inicial
Durante a década de 1950, o biólogo inglês C. H. Waddington pediu uma síntese ampliada com base em sua pesquisa sobre epigenética e assimilação genética.
Em 1978, Michael J. D. White escreveu sobre uma extensão da síntese moderna com base em novas pesquisas de especiação. Na década de 1980, o entomologista Ryuichi Matsuda [en] cunhou o termo “pan-ambientalismo” como uma síntese evolutiva estendida que ele via como uma fusão do darwinismo com o neolamarquismo. Ele sustentava que a heterocronia é o principal mecanismo para a mudança evolutiva e que a novidade na evolução pode ser gerada pela assimilação genética. Uma síntese evolutiva estendida também foi proposta pelo zoólogo austríaco Rupert Riedl [en], com o estudo da evolucionabilidade.
Gordon Rattray Taylor [en], em seu livro de 1983, The Great Evolution Mystery, defendeu uma síntese evolutiva estendida, observando que a síntese moderna é apenas uma subseção de uma explicação mais abrangente para a evolução biológica ainda a ser formulada. Em 1985, o biólogo Robert G. B. Reid escreveu Evolutionary Theory: The Unfinished Synthesis, que argumentou que a síntese moderna, com sua ênfase na seleção natural, é uma imagem incompleta da evolução, e a evolução emergente [en] pode explicar a origem da variação genética.
Em 1988, o etólogo John Endler [en] escreveu sobre o desenvolvimento de uma nova síntese, discutindo os processos de evolução que ele achava que haviam sido negligenciados.
Em 2000, Robert L. Carroll [en] pediu uma “síntese evolutiva expandida” devido a novas pesquisas da biologia molecular do desenvolvimento, da sistemática, da geologia e do registro fóssil.

## Equilíbrio pontuado
Na década de 1980, os paleontólogos americanos Stephen Jay Gould e Niles Eldredge defenderam uma síntese ampliada com base em sua ideia de equilíbrio pontuado, o papel da seleção de espécies moldando os padrões evolutivos em larga escala e a seleção natural trabalhando em vários níveis, desde os genes até as espécies.

## Contribuições da biologia evolutiva do desenvolvimento
Alguns pesquisadores do campo da biologia evolutiva do desenvolvimento propuseram outra síntese. Eles argumentam que as sínteses modernas e ampliadas devem se concentrar principalmente nos genes e sugerem uma integração da embriologia com a genética molecular e a evolução, com o objetivo de entender como a seleção natural opera na regulação dos genes e nas homologias profundas entre organismos no nível de genes altamente conservados, fatores de transcrição e vias de sinalização. Por outro lado, uma vertente diferente da biologia evolutiva do desenvolvimento que segue uma abordagem organismal contribui para a síntese ampliada ao enfatizar (entre outros) o viés do desenvolvimento (tanto por meio da facilitação quanto da restrição), a evolucionabilidade e a inerência da forma como fatores primários na evolução de estruturas complexas e novidades fenotípicas.

## História recente

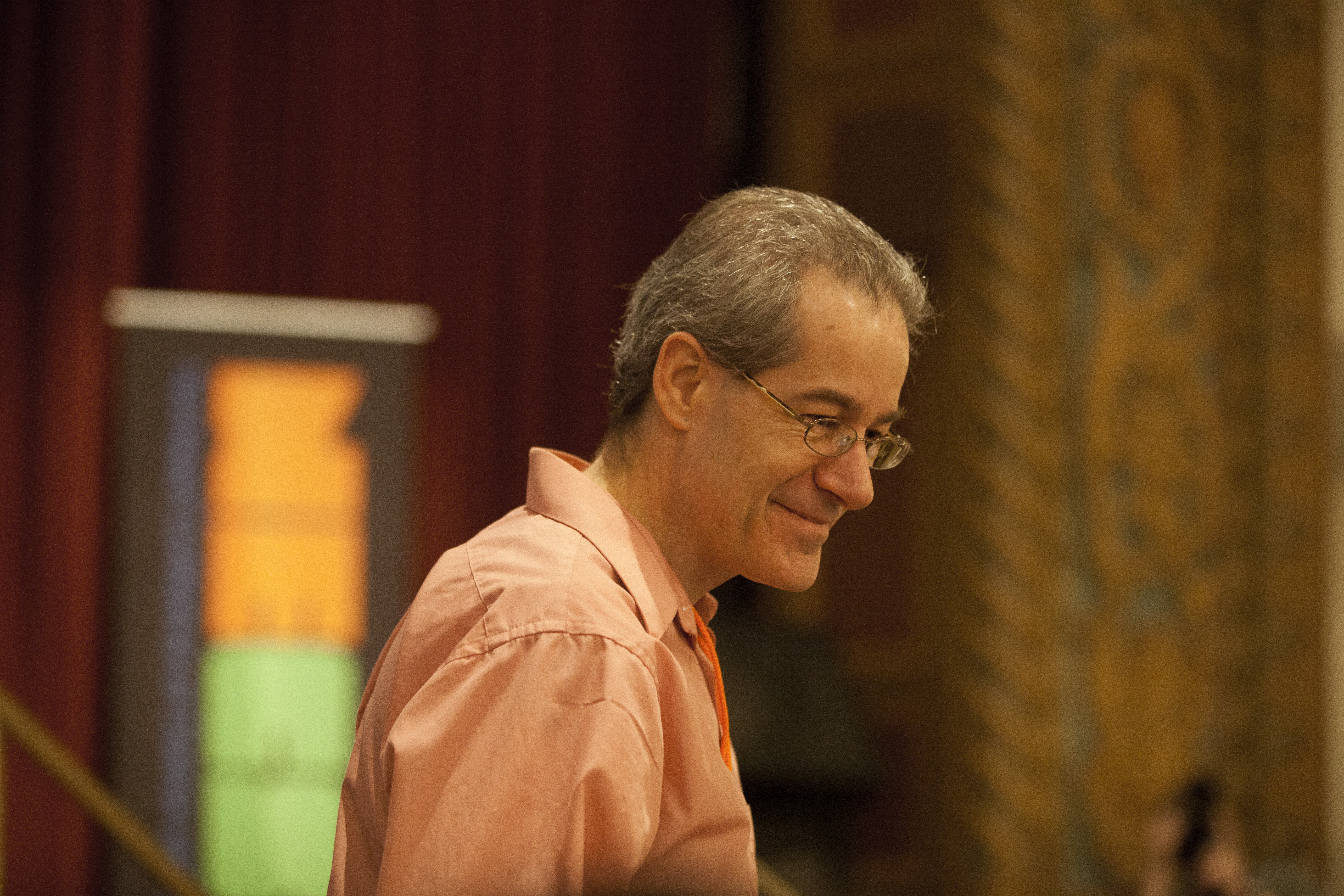
Massimo Pigliucci, um dos principais defensores da síntese evolutiva estendida em sua forma de 2007.

A ideia de uma síntese ampliada foi relançada em 2007 por Massimo Pigliucci, e Gerd B. Müller, com um livro em 2010 intitulado Evolution: The Extended Synthesis, que serviu como ponto de partida para o trabalho sobre a síntese ampliada. Isso inclui:
- O papel das configurações anteriores, estruturas genômicas e outras características do organismo na geração de variações evolutivas.[53][54]

- Como o aumento da dimensionalidade das paisagens de aptidão afeta nossa visão da especiação.

- O papel da seleção multinível nas principais transições evolutivas.[52]

- Novos tipos de herança, incluindo herança cultural e epigenética.[55][56]

- A maneira como o desenvolvimento do organismo e a plasticidade do desenvolvimento canalizam os caminhos evolutivos[41][43][57] e geram novidades fenotípicas[48][49][58]

- Como os organismos modificam os ambientes aos quais pertencem por meio da construção de nicho.[2][5]

Outros processos, como evolvabilidade, plasticidade fenotípica, evolução reticulada [en], transferência horizontal de genes e simbiogênese, são considerados pelos proponentes como excluídos ou não incluídos na síntese moderna. O objetivo da síntese estendida de Piglucci e Müller é levar a evolução além da abordagem centrada no gene da genética populacional para considerar abordagens mais centradas no organismo e na ecologia. Muitas dessas causas são atualmente consideradas secundárias na causação evolutiva, e os proponentes da síntese evolutiva estendida querem que elas sejam consideradas causas evolutivas de primeira classe.
Michael R. Rose [en] e Todd Oakley pediram uma síntese pós-moderna e comentaram que “agora está muito claro que os seres vivos frequentemente atingem um grau de complexidade genômica muito além de modelos simples como o genoma da ‘biblioteca de genes’ da síntese moderna”. O biólogo Eugene Koonin [en] sugeriu que o gradualismo [en] da síntese moderna é insustentável, pois a duplicação de genes, a transferência horizontal de genes e a endossimbiose desempenham um papel fundamental na evolução. Koonin comentou que “os novos desenvolvimentos na biologia evolutiva não devem, de forma alguma, ser vistos como uma refutação de Darwin. Pelo contrário, eles estão ampliando as trilhas que Darwin abriu há 150 anos e revelam a extraordinária fertilidade de seu pensamento."
Arlin Stoltzfus e colegas defendem o viés mutacional e de desenvolvimento na introdução da variação como uma importante fonte de orientação ou direção na mudança evolutiva. Eles argumentam que o viés na introdução da variação não foi formalmente reconhecido durante o século XX, devido à influência do neodarwinismo no pensamento sobre a causalidade.

### Evolução centrada no organismo
Os primeiros biólogos do movimento organicista [en] influenciaram a moderna síntese evolutiva estendida. Pesquisas recentes pediram a expansão da estrutura genética populacional da biologia evolutiva por uma perspectiva mais centrada no organismo. Isso foi descrito como “evolução centrada no organismo”, que olha além do genoma para as formas como os organismos individuais são participantes de sua própria evolução. Philip Ball escreveu uma revisão de pesquisa sobre a evolução centrada no organismo.
Rui Diogo [en] propôs uma revisão da teoria evolutiva, que ele chamou de ONCE: Organic Nonoptimal Constrained Evolution (Evolução Orgânica Não-Ótima sob Restrições). De acordo com a ONCE, a evolução é impulsionada principalmente pelas escolhas comportamentais e pela persistência dos próprios organismos, enquanto a seleção natural desempenha um papel secundário. A ONCE cita exemplos de causação recíproca [en] entre o organismo e o ambiente, efeito Baldwin, seleção orgânica, tendência de desenvolvimento e construção de nicho.

### Previsões
A síntese ampliada é caracterizada por seu conjunto adicional de previsões que diferem da teoria padrão da síntese moderna:
1. A mudança no fenótipo pode preceder a mudança no genótipo[4]

1. As alterações no fenótipo são predominantemente positivas, em vez de neutras (consulte: teoria neutra da evolução molecular)

1. As alterações no fenótipo são induzidas em muitos organismos, em vez de em um único organismo[4]

1. A mudança revolucionária no fenótipo pode ocorrer por meio de mutação, variação facilitada [en][4] ou eventos limiares[49][79]

1. A evolução repetida em populações isoladas pode se dar por evolução convergente ou viés de desenvolvimento[4][41]

1. A adaptação pode ser causada por seleção natural, indução ambiental, herança não genética, aprendizado e transmissão cultural (consulte: efeito Baldwin, herança epigenética transgeracional [en], herança ecológica [en], herança não mendeliana [en])[4]

1. A evolução rápida pode resultar da indução simultânea, da seleção natural[4] e da dinâmica do desenvolvimento[80]

1. A biodiversidade pode ser afetada por características dos sistemas de desenvolvimento, como diferenças na capacidade de evolução[4]

1. A variação hereditária é direcionada para variantes que são adaptativas e integradas ao fenótipo[4]

1. A construção de nichos é tendenciosa em relação às mudanças ambientais que se adequam ao fenótipo do construtor ou de seus descendentes e melhoram sua aptidão física[2]

1. Seleção de parentesco[3]

1. Seleção multinível[4]

1. Auto-organização[50][81]

1. Simbiogênese[60][82][83]

### Testes
De 2016 a 2019, houve um projeto organizado intitulado “Putting The Extended Evolutionary Synthesis To The Test" apoiado por uma doação de 7,5 milhões de dólares da Fundação John Templeton, complementada com mais dinheiro das instituições participantes, incluindo a Universidade Clark, Universidade de Indiana, Universidade de Lund, Universidade Stanford, Universidade de Southampton e Universidade de St. Andrews.
As publicações do projeto incluem mais de 200 artigos, uma edição especial, e uma antologia sobre Evolutionary Causation. Em 2019, foi publicado um relatório final do consórcio 2016-2019, Putting the Extended Evolutionary Synthesis to the Test.
O projeto foi liderado por Kevin N. Laland [en], da Universidade de St Andrews, e Tobias Uller, da Universidade de Lund. De acordo com Laland, o que a síntese evolutiva estendida “realmente se resume ao reconhecimento de que, além da seleção, da deriva, da mutação e de outros processos evolutivos estabelecidos, outros fatores, particularmente as influências do desenvolvimento, moldam o processo evolutivo de maneiras importantes”.

## Status
Os biólogos discordam sobre a necessidade de uma síntese ampliada. Os oponentes afirmam que a síntese moderna é capaz de explicar totalmente as observações mais recentes, enquanto outros criticam a síntese estendida por não ser radical o suficiente. Os proponentes acham que as concepções de evolução no centro da síntese moderna são muito restritas e que, mesmo quando a síntese moderna permite as ideias da síntese estendida, o uso da síntese moderna afeta a maneira como os biólogos pensam sobre a evolução. Por exemplo, Denis Noble diz que o uso de termos e categorias da síntese moderna distorce a imagem da biologia que a experimentação moderna descobriu. Os proponentes, portanto, afirmam que a síntese estendida é necessária para ajudar a expandir as concepções e a estrutura de como a evolução é considerada em todas as disciplinas biológicas. Em 2022, a Fundação John Templeton publicou uma revisão da literatura recente.

### Defesa à síntese estendida
- Arnold, Anthony J; Fristrup, Kurt (1982). «The Theory of Evolution by Natural Selection: A Hierarchical Expansion». Paleobiology. 8 (2): 113–129. doi:10.1017/s0094837300004462

- Boto, Luis (2010). «Horizontal Gene Transfer in Evolution: Facts and Challenges». Proc Biol Sci. 277 (1683): 819–827. PMC 2842723. PMID 19864285. doi:10.1098/rspb.2009.1679

- Carroll, Sean B (2008). «Evo-Devo and an Expanding Evolutionary Synthesis: A Genetic Theory of Morphological Evolution». Cell. 134 (1): 25–36. PMID 18614008. doi:10.1016/j.cell.2008.06.030

- Endler, John (1986). «The Newer Synthesis? Some Conceptual Problems in Evolutionary Biology». Oxford Surveys in Evolutionary Biology. 3: 224–243

- Gilbert, Scott F. (2000). "A New Evolutionary Synthesis". In Developmental Biology, 6th edition. Sinauer. ISBN 0-87893-243-7

- Jablonka, Eva; Lamb, Marion J. (2008). «Soft Inheritance: Challenging the Modern Synthesis». Genetics and Molecular Biology. 31 (2): 389–395. doi:10.1590/s1415-47572008000300001

- Koonin, Eugene (2009). «Towards a postmodern synthesis of evolutionary biology». Cell Cycle. 8 (6): 799–800. PMC 3410441. PMID 19242109. doi:10.4161/cc.8.6.8187

- Koonin, Eugene (2009). «The Origin at 150: is a new evolutionary synthesis in sight?». Trends Genet. 25 (11): 473–475. PMC 2784144. PMID 19836100. doi:10.1016/j.tig.2009.09.007

- Lange, Axel (2023) Extending the Evolutionary Synthesis. Darwin's Legacy Redesigned. CRC Press. DOI https://doi.org/10.1201/9781003341413.

- Lodé, Thierry (2013). Manifeste pour une écologie évolutive, Darwin et après. Eds Odile Jacob, Paris.

- Messerly, J.G. (1992). Piaget's conception of evolution: Beyond Darwin and Lamarck. Lanham, MD: Rowman & Littlefield. ISBN 0-8476-8243-9.

- Müller, Gerd B. (2014). «EvoDevo Shapes the Extended Synthesis». Biol Theory. 9 (2): 119–121. doi:10.1007/s13752-014-0179-6

- Pennisi, Elizabeth (2008). «Modernizing the Modern Synthesis». Science. 321 (5886): 196–197. PMID 18621652. doi:10.1126/science.321.5886.196

- Postdarwinism: "The New Synthesis". A review of Ecological Developmental Biology: Integrating Epigenetics, Medicine, and Evolution, by Scott F. Gilbert and David Epel (Sinauer, 2009).

- "Post-modern synthesis?" A review of Developmental Plasticity and Evolution by Mary Jane West-Eberhard (Oxford University Press, 2003).

- Schrey;  et al. (2012). «The Role of Epigenetics in Evolution: The Extended Synthesis». Genetics Research International. 2012: 286164. PMC 3335599. PMID 22567381. doi:10.1155/2012/286164

- Weber, Bruce H (2011). «Extending and Expanding the Darwinian Synthesis: The Role of Complex Systems Dynamics». Studies in History and Philosophy of Biological and Biomedical Sciences. 42 (1): 75–81. PMID 21300318. doi:10.1016/j.shpsc.2010.11.014

- Whitfield, John (2008). «Biology theory: Postmodern evolution?». Nature. 455 (7211): 281–284. PMID 18800108. doi:10.1038/455281a

### Crítica à síntese estendida
- Coyne, Jerry (24 de novembro de 2014). «Does evolution need a revolution?». Why Evolution Is True (Blog). Consultado em 19 de novembro de 2015

- Craig, Lindsay (2010). «The So-Called Extended Synthesis and Population Genetics». Biological Theory. 5 (2): 117–123. doi:10.1162/biot_a_00035

- Dickens, Thomas; Rahman, Qazi. (2012). "The extended evolutionary synthesis and the role of soft inheritance in evolution". Proceedings of the Royal Society: B biological sciences, 279 (1740). pp. 2913–2921.

- Felsenstein, Joseph (1986). «Waiting for Post-Neo-Darwin». Evolution. 40 (4): 883–889. JSTOR 2408480. PMID 28556149. doi:10.2307/2408480

- Haig, David (2007). «Weismann rules! OK? Epigenetics and the Lamarckian Temptation». Biology and Philosophy. 22 (3): 415–428. doi:10.1007/s10539-006-9033-y

- Kurland, CG; Canback, B; Berg, OG (2003). «Horizontal Gene Transfer: A Critical View». Proc Natl Acad Sci U S A. 100 (17): 9658–9662. Bibcode:2003PNAS..100.9658K. PMC 187805. PMID 12902542. doi:10.1073/pnas.1632870100

- Lynch, Michael (2007). «The frailty of adaptive hypotheses for the origins of organismal complexity». Proceedings of the National Academy of Sciences. 104 (Suppl 1): 8597–8604. Bibcode:2007PNAS..104.8597L. PMC 1876435. PMID 17494740. doi:10.1073/pnas.0702207104

- Mayr, Ernst (2004). «80 years of watching the evolutionary scenery». Science. 305 (5680): 46–47. PMID 15232092. doi:10.1126/science.1100561

- Merlin, Francesca (2010). «Evolutionary Chance Mutation: A Defense of the Modern Synthesis' Consensus View». Philosophy and Theory in Biology. 2 (20170609): 22. doi:10.3998/ptb.6959004.0002.003

- Stebbins, Ledyard G.; Ayala, Francisco J. (1981). «Is a New Evolutionary Synthesis Necessary?». Science. 213 (4511): 967–971. Bibcode:1981Sci...213..967L. PMID 17789015. doi:10.1126/science.213.4511.967